# Bücker Flugzeugbau

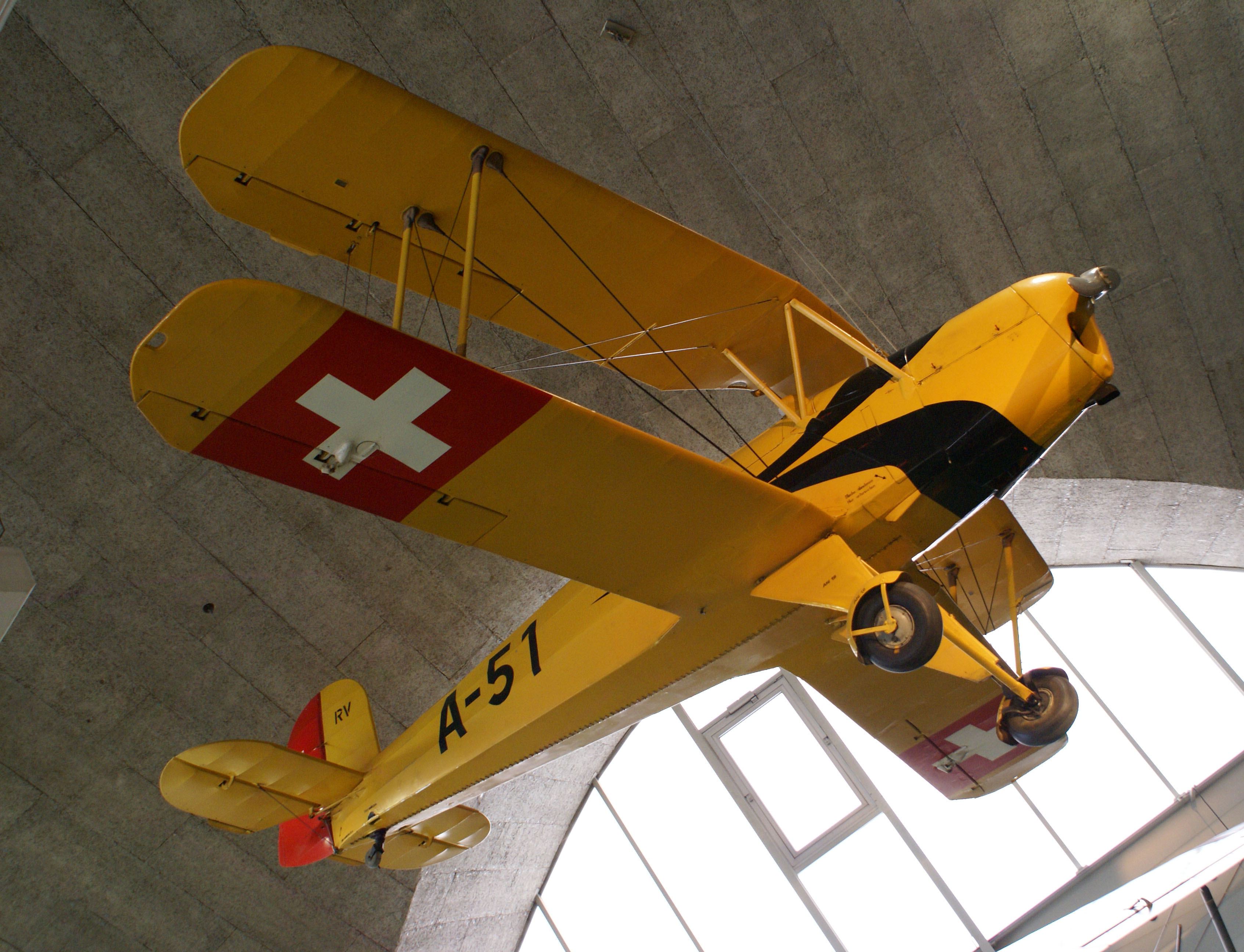
Bücker Bü 131 Jungmann

Bücker Flugzeugbau (voluit Bücker Flugzeugbau GmbH) was een Duitse vliegtuigbouwer opgericht in 1932. Bücker Flugzeugbau is vooral bekend geworden door zijn lesvliegtuigen die in de Tweede Wereldoorlog werden gebruikt door de Luftwaffe.

## Geschiedenis
Het bedrijf werd opgericht door Carl Bücker, een Duitse marineofficier in de Eerste Wereldoorlog. Bücker had enige jaren in Zweden doorgebracht en zich daar beziggehouden met de oprichting van de Svenska Aero-fabriek. Met de verkoop van zijn zaken aan het eind van 1932 keerde Bücker terug naar zijn geboorteland. Daar opende hij in 1934 in Berlin-Johannisthal, bij Berlijn-Treptow-Köpenick, zijn nieuwe fabriek. In 1935 verhuisde het bedrijf naar een modernere locatie bij het naburige Rangsdorf, direct ten zuiden van Berlijn, waar reeds een trainingsvliegveld was aangelegd, voor zowel sport- als legervliegtuigen en hun piloten.
Na de Tweede Wereldoorlog werd de fabriek gesloten, maar de Bü 181 bleef in productie in Tsjecho-Slowakije en Egypte.

## Lijst van vliegtuigen

### Eigen producties
- Bücker Bü 131 Jungmann
- Bücker Bü 133 Jungmeister
- Bücker Bü 134
- Bücker Bü 180 Student
- Bücker Bü 181 Bestmann
- Bücker Bü 182 Kornett

### Licentieproducties
- DFS 230
- Focke-Wulf Fw 44
- Focke-Wulf Fw 190
- Junkers Ju 87
- Henschel Hs 293